# Voetbalkampioenschap van het Graafschap Mansfeld 1916/17
In 1916/17 werd het derde en laatste voetbalkampioenschap van het Graafschap Mansfeld gespeeld, dat georganiseerd werd door de Midden-Duitse voetbalbond. In november 1916 werd beslist om de clubs uit Sangerhausen van de Kyffhäuserse competitie over te hevelen na deze competitie. Na dit seizoen werden de competitie van het Graafschap Mansfeld geïntegreerd in de Kyffhäuserse competitie.
VfB Eisleben werd kampioen en plaatste zich zo voor de Midden-Duitse eindronde. De club zou aantreden tegen FC Germania Halberstadt, maar om een onbekende reden mocht de club niet deelnemen aan de eindronde.
Meerdere wedstrijden werden geteld als een nederlaag voor beide teams.

## 1. Klasse
| Plaats | Club                             | Wed. | W  | G | V  | Saldo | Ptn.  |
| ------ | -------------------------------- | ---- | -- | - | -- | ----- | ----- |
| 1.     | VfB Eisleben                     | 14   | 14 | 0 | 0  | 15:05 | 28:00 |
| 2.     | BSC 1907 Sangerhausen            | 11   | 8  | 0 | 3  | 09:04 | 16:06 |
| 3.     | FC Helvetia Eisleben             | 13   | 7  | 0 | 6  |       | 14:12 |
| 4.     | VfB Sangerhausen                 | 11   | 6  | 0 | 5  | 4:17  | 12:10 |
| 5.     | FV Viktoria 1912 Klostermansfeld | 6    | 4  | 0 | 2  |       | 08:04 |
| 6.     | BSC Creisfeld                    | 7    | 4  | 0 | 3  |       | 08:06 |
| 7.     | FC Wacker Helbra                 | 14   | 2  | 0 | 12 | 03:12 | 04:24 |
| 8.     | FC Hohenzollern Helfta           | 14   | 0  | 0 | 14 | 02:06 | 00:28 |
| 9.     | FC Adler Eisleben                | 14   | 0  | 0 | 14 | 02:10 | 00:28 |

- Viktoria 1912 Klostermansfeld en BC Creisfeld werden na de heenronde van de 2. Klasse tot de 1. Klasse toegelaten omdat de 2. Klasse ontbonden werd.
- Wacker Helbra trok zich in november 1916 terug uit de competitie, resterende wedstrijden werden als overwinning voor de tegenstander geteld.
- Hohenzollern Helfta trok zich na de heenrodne terug uit de competitie, resterende wedstrijden werden als overwinning voor de tegenstander geteld.
- Adler Eisleben trok zich in oktober 1916 terug uit de competitie, resterende wedstrijden werden als overwinning voor de tegenstander geteld.

|  | Kampioen, geplaatst voor Midden-Duitse eindronde |
|  | Degradatie                                       |